# Eleno de Céspedes
 Eleno de Céspedes (Alhama de Granada, 1545 - ?), inicialmente conocido como Elena de Céspedes, fue un cirujano y soldado afroespañol del siglo XVI. De orígenes humildes, desempeñó varios trabajos antes de cambiar su identidad de mujer a varón, tras lo que sirvió militarmente en la Rebelión de las Alpujarras al mando de Juan de Austria y obtuvo el título de cirujano.
La notoriedad de su figura atrajo la atención de la Inquisición Española, que sin embargo sólo le encontró culpable de bigamia por no haber disuelto su primer matrimonio con un hombre antes de casarse con una mujer. Condenado a ejercer su oficio en hospitales eclesiásticos por diez años, Eleno vivió el resto de su vida documentada como un cirujano célebre y de éxito. Se le considera uno de los primeros hombres transexuales de la época moderna.

## Biografía
Eleno nació como Elena en 1545 en Alhama de Granada. Era mulato, hijo de una esclava negra y su propietario, Benito de Medina. Fue manumitido a los 8 años, recibiendo el nombre de Elena de Céspedes en homenaje a la difunta esposa de su padre. Contrajo matrimonio a los 15 o 16 años con Cristóbal Lombardo, un albañil de Jaén, con quien tuvo un hijo que entregó a una familia de Sevilla.
Concretamente fue en Sanlúcar de Barrameda durante su trabajo que, por una disputa, apuñaló a un hombre llamado Heredia. Estuvo encarcelado y al salir tuvo que marcharse debido a que los familiares del hombre le amenazaron, en ese momento cambió el atuendo de una mujer por un hombre y comenzó a llamarse Eleno, e incluso en varios documentos aparece su firma con el nombre de Eleno de Céspedes.
En un primer momento trabajó en diferentes profesiones como calcetero y tejedor. Sus trabajos eran diversos debido a que pasaba poco tiempo en cada ciudad o pueblo. Fue también soldado durante la Guerra de las Alpujarras en Granada durante su estancia en Arcos de la Frontera. Desarrolló su vida laboral como varón, consiguiendo incluso titularse como cirujano, y en los estudios actuales se le considera una persona transexual.
Para resolver las dudas en cuanto a la procedencia o no de conceder a esta persona una licencia de matrimonio para legalizar su vida marital con una mujer, el vicario de Madrid (Neroni) solicitó en 1586 su examen genital, que fue encargado al prestigioso Francisco Díaz de Alcalá, médico y cirujano del rey Felipe II, autor del primer tratado de urología. En esa ocasión, dictaminó que Eleno era varón.
Vivió durante un año en Yepes como marido de María del Caño, trabajando como cirujano en esa localidad y en otras de la zona. La rareza de su historia fue muy difundida, y terminó suscitando la denuncia de un antiguo conocido ante el gobernador y Justicia Mayor en junio de 1587.

### Juicio
Su condición fue revisada por un tribunal civil, en Ocaña; donde fue examinado por varios médicos, cirujanos y matronas, que dictaminaron que era mujer. Fue acusado de lesbianismo, sodomía y bigamia (al considerársele mujer, su forma de relación con otras mujeres era en sí misma un problema jurídico y de moral sexual) y sometido a juicio por la Inquisición, que le trasladó a Toledo en 1587 (inquisidor Lope de Mendoza). Vuelto a examinar por el mismo Francisco Díaz y por Juan de las Casas (médico de Yepes), en esta ocasión se dictaminó que Eleno no era ni varón ni hermafrodita, sino mujer (por tanto, debía ser llamado Elena de Céspedes), y que había obtenido la apariencia genital masculina gracias a una manipulación quirúrgica que se habría realizado sobre sí mismo en los pechos y la vagina, con tal habilidad que pudo engañar al ilustre experto en su primer examen (que se justificó aduciendo una "ilusión del demonio" o un "arte sutil" que enmascaró el "embuste", además de confesar que posiblemente sólo había sido un examen visual, dado que preguntado si le tocó con las manos - dijo que no se acuerda).
Se repitieron los informes, por otros médicos, que reafirmaron su condición femenina, y que propusieron que su presunto pene habría sido un "artificio" como otras burladoras han hecho con baldreses [piel de oveja curtida, suave y endeble, empleada especialmente para guantes -DRAE-] y otras cosas como se han visto. Ante la posibilidad de que tales artes fueran diabólicas, se le acusó de hechicería y de herejía o apostasía (5 de octubre de 1587). Eleno siempre negó todas las acusaciones, manteniéndose en su versión inicial. En última instancia, fue condenado sólo por bigamia, recibiendo en 1588 una pena de doscientos azotes y a reclusión durante diez años en un hospital, requiriéndosele trabajar gratis en su enfermería a causa de su capacitación médica.

### Vida posterior
Su primer destino como parte de su condena fue el Hospital del Rey en Toledo. Eleno, convertido ahora en una celebridad, recibía allí la visita de numerosos pacientes y curiosos que querían ser atendidos por él. A causa de este tumulto, en febrero de 1589 la dirección del hospital solicitó que se le trasladase a un hospital más remoto. Su destino a partir de este momento permanece desconocido.
Hasta cierto punto, su peripecia vital tiene alguna similitud con casos posteriores, los de Catalina de Erauso, la monja-alférez, y Fernanda Fernández, mucho más afortunados, a los que consintieron proseguir su vida como varones. Sin embargo, en el caso de Eleno de Céspedes, la automutilación a la que somete sus genitales y la disimulación forzada de sus pechos y de otros caracteres sexuales secundarios hace pensar que el encausado nunca se encontró a gusto en su condición femenina, lo que sugiere que se trataba de un hombre transgénero.

## Literatura
- Olalla García. Pecado nefando. Barcelona: Edhasa; 2025. ISBN 978-84-350-6460-6

- Datos: Q5829271